# Пузевич, Александр Михайлович
Александр Михайлович Пузевич (бел. Аляксандр Міхайлавіч Пузевіч; род. 2 августа 1995, Солигорск, Минская область) — белорусский футболист, полузащитник солигорского «Партизана».

## Клубная карьера
Свою карьеру начал в «Торпедо-БелАЗ», где выступал за дубль. В июле 2016 года был отдан в аренду бобруйской «Белшине», в составе которой 31 июля дебютировал в Высшей лиге, выйдя на замену в конце матча против «Крумкачей» (1:2). В дальнейшем он периодически выходил на замену, также выступал за дубль бобруйской команды. По итогам сезона 2016 «Белшина» вылетела из Высшей лиге.
В начале 2017 года он был на просмотре в новополоцком «Нафтане», но он завершился безуспешно, а в марте он стал игроком «Сморгони». В ноябре того же года он покинул клуб. В начале 2018 года он поехал на просмотр в «Смолевичи» и в феврале подписал контракт. Однако он ни разу не сыграл за команду в Высшей лиге, играя только за дубль, а в июле перешёл в «Гранит» из Микашевичей, где стал игроком основного состава.
Сезон 2019 он начал в составе «Барановичей», но покинул команду в августе, а остаток сезона провёл в «Виктории» из Марьины Горки.
В начале 2020 года он перешел в петриковский «Шахтёр», где играл до июля. В 2021 году он стал игроком солигорского «Партизана».

## Достижения
«Партизан» Солигорск
- Победитель Второй лиги: 2023